# Peter Delano
Peter Franklin Delano (New York, 28 september 1976) is een Amerikaanse jazzpianist en -componist.

## Biografie
Peter Delano werd aan het begin van zijn carrière tijdens de jaren 1990 als een wonderkind beschouwd. Hij kwam in contact met de jazz door de muziek van Thelonious Monk, McCoy Tyner en Keith Jarrett. Op 12-jarige leeftijd was hij de jongste deelnemer aan het New School Jazz Program. Eerst speelde hij kort in de jazz-rapgroep Digable Planets en studeerde van 1988 tot 1990 bij Garry Dial. In 1993 studeerde hij af aan de Collegiate High School in Manhattan (New York). Hij werd ontdekt door Guy Eckstine, zoon van de bigbandleider en zanger Billy Eckstine. In 1993 nam Delano zijn debuutalbum op met eigen composities voor Verve Records, waaraan Gary Bartz, Michael Brecker, Tim Hagans, Ira Coleman, Jay Anderson en Lewis Nash deelnamen.
Na verdere cursussen en het volgen van The New School begon hij te studeren aan de Columbia University. Hij nam ook het tweede album Biting for the Apple op met o.a. Gary Peacock. Delano trad op met muzikanten als Chris Potter, Craig Handy, Dick Oatts, Joe Locke, Ray Mantilla, Eddie Gomez, Tomas Ulrich, Adam Nussbaum en Joe Chambers sinds 1988, en ook als solist in de New Yorkse jazzclub Blue Note. Hij speelde ook als sideman in de bands van Mark Whitfield en Dewey Redman, met wie hij materiaal opnam voor een album in 1996 dat pas verscheen na de dood van Redman. In 2004 liep Delano een dwarslaesie op waardoor zijn linkervoet verlamd raakte en zijn verdere muzikale carrière in gevaar kwam. Na drie jaar revalidatie ging hij weer op tournee.

## Discografie
- 1993: Peter Delano (Verve Records)
- 1994: Bite of the Apple (Polygram)
- 1996, 2008: For Dewey (Sunnyside Records)